# سزاوار نامت زندگی کن
سزاوار نامت زندگی کن (انگلیسی: Live Up to Your Name; کره‌ای: 명불허전) یک مجموعهٔ تلویزیونی کره جنوبی سال ۲۰۱۷ با بازی کیم نام گیل و کیم آه جونگ است. این مجموعه بازگشت کیم نام گیل به تلویزیون پس از چهار سال بود. این مجموعه از ۱۲ اوت تا ۱ اکتبر ۲۰۱۷، روزهای شنبه و یکشنبه ساعت ۲۱:۰۰ (کی‌اس‌تی) از تی‌وی‌ان پخش شد.

## بازیگران

### اصلی
- کیم نام گیل در نقش هو ایم / هو بونگ تاک، یک متخصص طب سوزنی که در زمانی که نزدیک بود غرق شود، در زمان سفر می‌کند و به ۴۰۰ سال بعد در سئول امروزی می‌آید.[۸]
- کیم آه جونگ در نقش چوی یون کیونگ، یک پزشک جراح.[۸]